# Ophisma morbillosa
Ophisma morbillosa är en fjärilsart som beskrevs av Felder 1874. Ophisma morbillosa ingår i släktet Ophisma och familjen nattflyn. Inga underarter finns listade i Catalogue of Life.